# Подвір'ївка (пункт контролю)
48°18′53″ пн. ш. 26°47′38″ сх. д. / 48.31472° пн. ш. 26.79389° сх. д.
Подві́р'ївка — пункт пропуску через державний кордон України на кордоні з Молдовою. Через пропускний пункт здійснюється автомобільний вид пропуску.
Розташований у Чернівецькій області, Кельменецький район, поблизу села Подвір'ївка, на автошляху Т 2613. З молдавського боку знаходиться пункт пропуску «Ліпкани», Бричанський район.
Вид пункту пропуску — автомобільний. Статус пункту пропуску — місцевий (з 7:00 до 20:00).
Характер перевезень — пасажирський.
Судячи із відсутності даних про пункт пропуску «Подвір'ївка» на сайті МОЗ, очевидно пункт може здійснювати тільки радіологічний, митний та прикордонний контроль.